# 프랑크푸르트 도서전

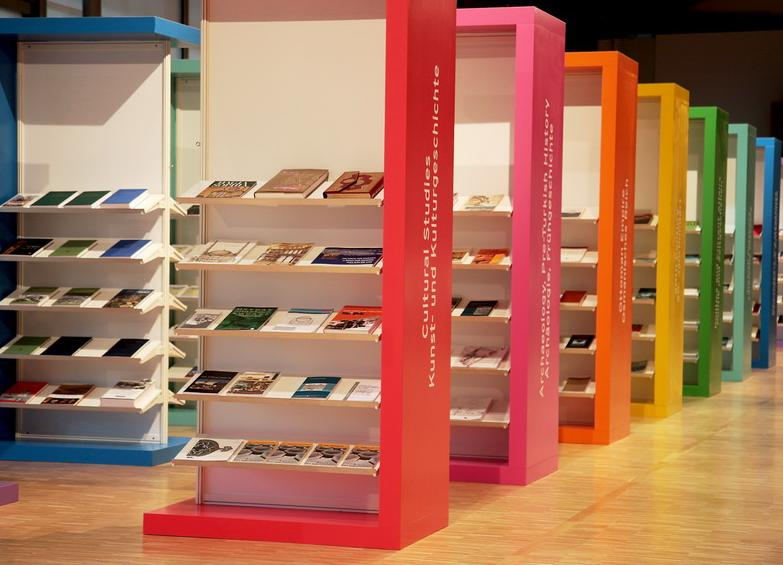
프랑크푸르트 도서전 2008

프랑크푸르트 도서전은 방문객과 참여 출판사 규모 기준 세계에서 가장 큰 도서전으로 평가받는 독일의 연례 행사이다. 10월 중순 수요일부터 일요일까지 약 5일간 독일 헤센주 프랑크푸르트 암마인에서 프랑크푸르트 도서전이 열린다. 개막 후 3일 정도는 출판업 전문인들만 입장 가능하다. 이 기간 동안 입장객은 서적에 관련된 업체에 근무하거나 멀티미디어 업종에 종사하고 있음을 증명할 수 있어야 한다. 출판에 관한 계약의 상당 부분 또한 여기에서 이루어진다. 첫날의 개막식에는 관련기관의 고위인사, 주빈국의 대표, 독일출판업계 대표들과 함께 총리가 참석한다. 각 출판사마다 부스를 설치하고 신간을 소개하고 판매하는데, 입장객에는 입장료를 받는다. 이 입장료 수입은 서적박람회 재단의 운영에 도움이 된다. 마지막 이틀 간은 일반 방문객들도 출입 가능하다.

## 역사

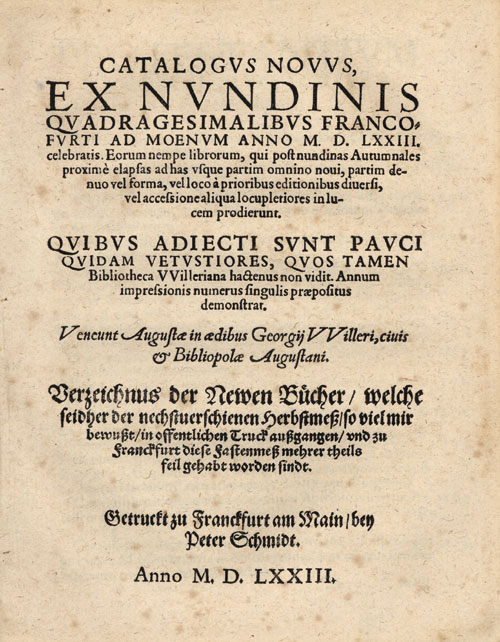
1573년 프랑크푸르트 도서전 카탈로그

구텐베르크가 프랑크푸르트 근처의 마인츠에서 금속 활자를 발명하고 난 후 지역 상인들에 의해 최초의 도서전이 열렸다. 이후 15세기부터 인쇄업자들이 직접 소비자에게 책을 판매할 수 있게 되면서, 서적 유통에 따른 이윤이 점차 증가하게 되었다. 그래서 책을 팔고 살 사람들이 독일뿐 아니라, 네덜란드, 벨기에, 프랑스, 스위스, 이탈리아, 폴란드, 영국 등에서도 프랑크푸르트로 모여 들게 되었다. 그러나 1618년부터 지속된 30년 전쟁으로 인해 독일 전 지역은 심한 불황을 맞게 되었으며, 프랑크푸르트 역시 그러하였다. 그리하여, 외국인들은 물론 서적 거래상들 역시 경제적으로 어려운 프랑크푸르트가 아닌 잘츠부르크, 프라하, 라이프치히 등으로 이동하였다. 30년 전쟁으로 인해 경제적 어려움에 빠지게 된 프랑크푸르트는 더 이상 주요 도서전으로서의 주도적인 역할을 할 수 없게 되었다. 반면, 이 전쟁을 계기로 기회를 얻은 라이프치히는 18세기부터 약 150여 년 간 중요 도서전으로서의 지위를 얻을 수 있게 되었다. 제2차 세계대전의 종전과 함께 프랑크푸르트 도서전은 재개된다. 세계 2차 대전 후 전쟁의 피해로 인해 폐허가 된 라이프치히와 프랑크푸르트는 과거 도서전의 전통을 이어가고자 했다. 하지만, 라이프치히는 소련군에 의해 점령된 지역이 된 이후 많은 도서 관련 업체들이 비스바덴으로 옮겨가고, 동독의 출판의 중심지지 역시 동베를린으로 이동하게 되면서 도서전 전통의 재건이 어려워지게 되었다. 반면, 프랑크푸르트는 도서전 준비 위원회를 구성해 다시 재기하기 위해 노력했고, 결국 1949년 9월 17일 제 1회 프랑크푸르트 도서전을 프랑크푸르트의 파울 교회 (Paulskirche)에서 개최하게 되었다. 이렇게 개최된 제 1회 프랑크푸르트 도서전은 205개 출판사가 참가하여 8,400여 종을 전시하였고, 14000명이 방문하였으며 1년 뒤에 개최된 1950년 제 2회 도서전에는 100개의 외국 출판사와 360개의 독일 출판사가 참가하였다. 이후 서독의 경제적 호황과 출판업의 급성장으로 프랑크푸르트 도서전은 독일 그리고 유럽을 넘어 국제적 행사로 자리매김했다.
2013년에 진행된 프랑크푸르트 도서전에는 총 100여개 국에서 온 7300개의 출품자들과 주체 추산 280000명의 관객들이 모였다고 신문들은 보도했다.

## 중요성
현재 알려진 국제적 도서전은 카이로, 부다페스트, 페터스부르크, 런던 등을 포함해 약 70여개에 달하고 있으며, 그 중에서도 중요한 국제적 도서전은 아시아 국제 도서전, 볼로냐 아동 도서전, 런던 국제 도서전, 파리 도서전 등약 10여 개에 달한다. 일 년 내내 전 세계 곳곳에서 도서전이 열리고 있지만 가장 규모가 크고, 가장 많은 출판사, 에이전트 등이 모여 계약이 이루어지는 도서전은 프랑크푸르트 도서전이다. 최근에는 백여국의 국가로부터 6천여 출판 관련 업체가 저작권과 번역에 관한 거래를 나누는 장소로 이용되고 있으며 도서전 기간 동안 관람객 수는 150만 명에 육박한다.
| 연도                   | 외국 참여업체 | 독일 참여업체 | 총수 |
| ---------------------- | ------------- | ------------- | ---- |
| 2003                   | 3890          | 2748          | 6638 |
| 2004                   | 3882          | 2809          | 6691 |
| 2005                   | 4028          | 3195          | 7223 |
| 2006                   | 3984          | 3288          | 7272 |
| 2007                   | 4090          | 3358          | 7448 |
| 출처: 독일서적상업협회 |               |               |      |

## 제도

### 평화상 제도

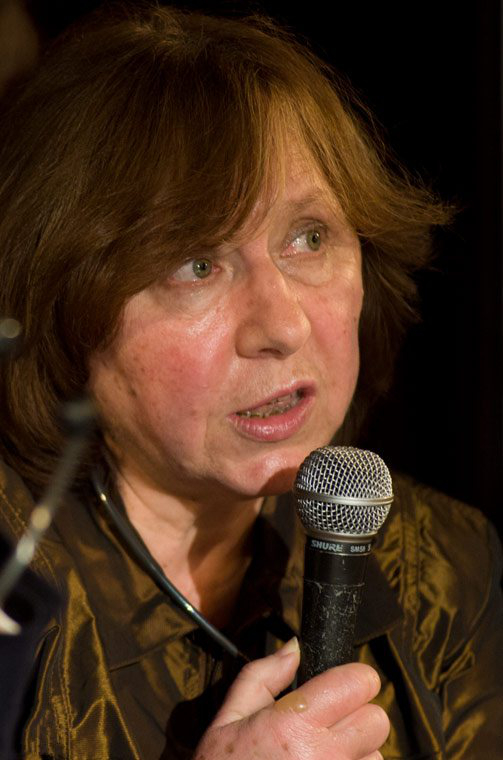
2013년 평화상 수상자인 벨라루스의 스베틀라나 알렉세비치

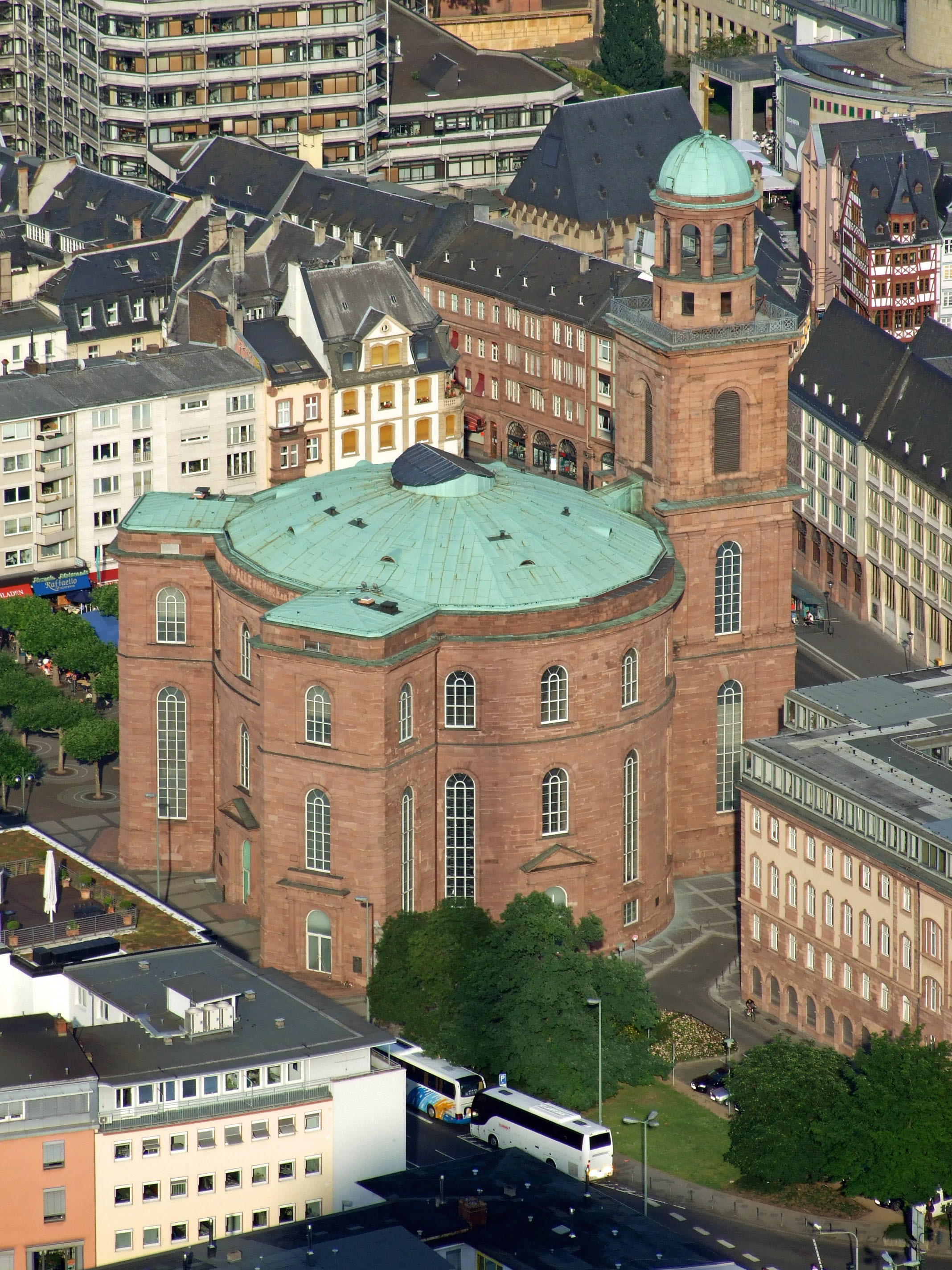
평화상 수상이 진행되는 파울 교회

프랑크푸르트 도서전은 도서 전시, 계약 이외에도 여러 가지 형태의 상 제도들이 존재하는 데 그 대표적인 것이 평화상이다. 평화상은 극작가이자 시인이었던 슈바르츠에 제안으로 1950년 만들어졌는데 평화와 인권, 국제간 상호이해에 공헌한 사람들에게 수여되는 상이다. 최초로 이 상을 받은 사람은 노르웨이 출신의 맥스 타우라는 사람이었다. 수상자들은 25.000유로의 상금을 받으며 이 상금은 출판업자와 서적 상인들의 기부금으로 형성된다. 이 평화상은 도서전이 시작되기 직전에 파울 교회에서 수상자들에게 수여한다.
이 상을 받은 인물들에는 알베르트 슈바이처, 마르틴 부버, 헤르만 헤세, 칼 야스퍼스, 슈바이처, 마르틴 부버, 헤르만 헤세, 칼 야스퍼스, 파울 틸리히, 에른스트 볼로흐, 레오폴드 세다르 셍고르, 로마 클럽, 막스 프리쉬, 옥타비오 파스, 한스 요나스, 바츨라프 하벨, 위르겐 하버마스, 수잔 손탁 등이 있으며, 2013년에는 벨라루스의 스베틀라나 알렉세비치가 수상하였다. 2013년까지 평화상을 받은 명단은 다음과 같다.

| 연도 | 수상자(국가)                         | 연도 | 수상자(국가)                                             | 연도 | 수상자(국가)                    | 연도 | 수상자(국가)                | 연도 | 수상자(국가)                   |
| ---- | ------------------------------------ | ---- | -------------------------------------------------------- | ---- | ------------------------------- | ---- | --------------------------- | ---- | ------------------------------ |
| 1950 | Max Tau (노르웨이)                   | 1965 | Nelly Sachs (독일)                                       | 1980 | Ernesto Cardenal (니카과라)     | 1995 | Annemarie Schimmel (독일)   | 2010 | David Grossman (이스라엘)      |
| 1951 | Albert Schweitzer (프랑스)           | 1966 | Augustin Bea (독일) and W. A. Visser 't Hooft (네덜란드) | 1981 | Lev Kopelev (소련)              | 1996 | 마리오 바르가스 요사 (페루) | 2011 | Boualem Sansal (알제리)        |
| 1952 | Romano Guardini (독일)               | 1967 | 에른스트 블로흐 (독일)                                   | 1982 | George F. Kennan (미국)         | 1997 | Yaşar Kemal (터키)          | 2012 | Liao Yiwu (중국)               |
| 1953 | 마르틴 부버 (이스라엘)               | 1968 | Léopold Sédar Senghor (세네갈)                           | 1983 | Manès Sperber (오스트리아)      | 1998 | Martin Walser (독일)        | 2013 | Svetlana Alexievich (벨라루스) |
| 1954 | Carl Jacob Burckhardt (스위스)       | 1969 | Alexander Mitscherlich (독일)                            | 1984 | Octavio Paz (멕시코)            | 1999 | Fritz Stern (미국)          |      |                                |
| 1955 | 헤르만 헤세 (독일)                   | 1970 | Alva Myrdal and Gunnar Myrdal (스웨덴)                   | 1985 | Teddy Kollek (이스라엘)         | 2000 | Assia Djebar (알제리)       |      |                                |
| 1956 | Reinhold Schneider (독일)            | 1971 | Marion Gräfin Dönhoff (독일)                             | 1986 | Władysław Bartoszewski (폴란드) | 2001 | 위르겐 하버마스 (독일)      |      |                                |
| 1957 | Thornton Wilder (미국)               | 1972 | Janusz Korczak (폴란드)                                  | 1987 | Hans Jonas (독일)               | 2002 | Chinua Achebe (나이지리아)  |      |                                |
| 1958 | 카를 야스퍼스 (독일)                 | 1973 | Club of Rome                                             | 1988 | Siegfried Lenz (독일)           | 2003 | 수전 손택 (미국)            |      |                                |
| 1959 | 테오도어 호이스 (독일)               | 1974 | Frère Roger (스위스), prior of Taizé                     | 1989 | 바츨라프 하벨 (체코슬로바키아)  | 2004 | Péter Esterházy (헝가리)    |      |                                |
| 1960 | Victor Gollancz (영국)               | 1975 | Alfred Grosser (독일)                                    | 1990 | Karl Dedecius (독일)            | 2005 | 오르한 파무크 (터키)        |      |                                |
| 1961 | Sarvepalli Radhakrishnan (인도)      | 1976 | 막스 프리슈 (스위스)                                     | 1991 | György Konrád (헝가리)          | 2006 | Wolf Lepenies (독일)        |      |                                |
| 1962 | 폴 틸리히 (미국)                     | 1977 | Leszek Kołakowski (폴란드)                               | 1992 | Amos Oz (이스라엘)              | 2007 | Saul Friedländer (이스라엘) |      |                                |
| 1963 | 카를 프리드리히 폰 바이츠제커 (독일) | 1978 | 아스트리드 린드그렌 (스웨덴)                             | 1993 | Friedrich Schorlemmer (독일)    | 2008 | Anselm Kiefer (독일)        |      |                                |
| 1964 | 가브리엘 마르셀 (프랑스)             | 1979 | Yehudi Menuhin (미국)                                    | 1994 | Jorge Semprún (스페인)          | 2009 | Claudio Magris (이탈리아)   |      |                                |

이외에도 프랑크푸르트 도서전에서는 노벨 문학상, 독일어책 상, 독일어 청소년 문학상 등을 수여한다.

### 중점 테마 제도
1968년 학생 운동 이후 프랑크푸르트 도서전의 자본주의적 성격에 대한 비판이 일어나고, 대형 출판사들이 베스트셀러를 활용한 전략을 세우게 되면서 프랑크푸르트 도서전에 대한 관심은 이전보다 감소하였다. 다시 관심을 얻기 위해 프랑크푸르트 도서전 당국은 중점 테마 제도를 만들어냈다. 중점테마란 그 당시의 주요사회의 쟁점을 중점적으로 다룬 것을 의미하는데 1976년 처음으로 도입되었으며, 그 때의 중점테마는 라틴아메리카 문학이었다. 이후에 1978년은 어린이와 책, 1980년은 아프리카 흑인 문학, 1982년은 과거의 종교가 현대에서 가지는 의미, 1986년은 인도라는 중점테마를 통해 도서전을 개최하였다. 이 당시 중점테마들의 전시는 프랑크푸르트 도서전에 의해 직접 운영되었다. 이러한 중점테마 제도를 통해 1976년 도서전을 보도하는 기자들이 2,375명에 불과했던 1986년에는 8,100명의 기자가 이를 보도하는 결과를 만들어내며 프랑크푸르트 도서전은 언론의 관심을 다시 얻을 수 있었고, 이러한 관심에 힘입어 도서전 규모는 점점 확대되게 되었다.

### 주빈국 제도

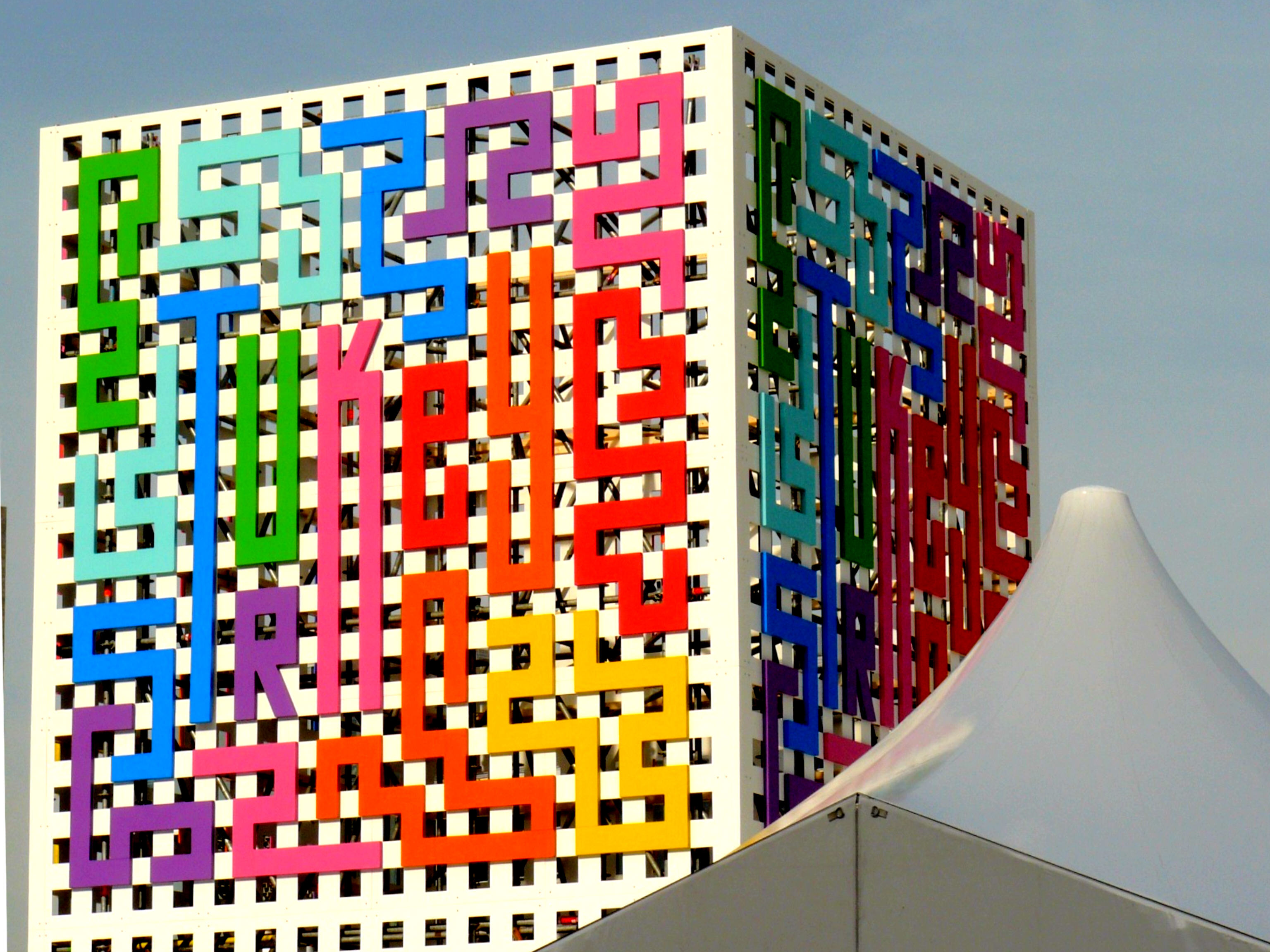
2008년 주빈국 터키의 파빌리온

1960년대 만들어졌던 중점 테마제도가 80년대 중반까지 잘 지속되던 중 언론은 다시 이 제도가 68년 학생운동의 산물이라는 이유로 비판을 제기하기 시작하였다. 그래서 도서전 당국은 새로운 제도를 만들어 내고자 노력했으며 그 결과 만들어진 제도가 바로 주빈국 제도이다. 주빈국 제도는 주요사회 쟁점에 초점을 맞추기보다 국가 단위를 중심으로 이루어진 제도이다. 이 제도는 1988년부터 도입되었으며 이전의 중점 테마제도와 달리 매년 한 국가를 선정하고 그 나라나 지역에 자체적인 운영을 맡기고 있다. 이는 잘 알려지지 않은 지역의 문학과 출판 사업을 집중적으로 조명하기 위한 것이다. 이 기간은 해당 국가의 문화를 전 세계인에 홍보하는 기회라는 점에서 좋은 반응을 얻고 있다. 프랑크푸르트 전시회 기간 중에는 약 2천여가지의 문화행사가 열리는데 이 중 상당수가 주빈국에 의해 운영된다. 다음은 지금까지 진행되었거나 앞으로 진행될 프랑크푸르트 도서전의 주빈국 명단이다.
| 연도 | 주빈국 & 중점테마             |                                              | 모토                                                   |
| ---- | ----------------------------- | -------------------------------------------- | ------------------------------------------------------ |
| 1976 | 라틴아메리카                  | 라틴아메리카 문학                            | -                                                      |
| 1978 | Kind und Buch(Child and Book) |                                              | -                                                      |
| 1980 | 사하라 사막 이남의 아프리카   |                                              | -                                                      |
| 1982 | Religions                     |                                              | -                                                      |
| 1984 | George Orwell                 |                                              | -                                                      |
| 1986 | 인도                          | 인도 문학                                    | Wandel in Tradition (Change in tradition)              |
| 1988 | 이탈리아                      | 이탈리아 문학                                | Italienisches Tagebuch (Italian diary)                 |
| 1989 | 프랑스                        | 프랑스문학                                   | L’Automne français (French autumn)                     |
| 1990 | 일본                          | 일본 문학                                    | Then and Now                                           |
| 1991 | 스페인                        | 스페인 문학                                  | La Hora de España (Spain's hour)                       |
| 1992 | 멕시코                        | 멕시코 문학                                  | Ein offenes Buch (An open book)                        |
| 1993 | 플랑드르와 네덜란드           | 네덜란드 문학                                | Weltoffen (Open-minded)                                |
| 1994 | 브라질                        | 브라질 문학                                  | Begegnung von Kulturen (Encounter of cultures)         |
| 1995 | 오스트리아                    | 오스트리아 문학                              | -                                                      |
| 1996 | 아일랜드                      | 아일랜드 문학                                | Und seine Diaspora (And its diaspora)                  |
| 1997 | 포르투갈                      | 포르투갈 문학                                | Wege in die Welt (Paths into the world)                |
| 1998 | 스위스                        | 스위스 문학                                  | Hoher Himmel – enges Tal (High skies – narrow valleys) |
| 1999 | 헝가리                        | 헝가리 문학                                  | Unbegrenzt (unlimited)                                 |
| 2000 | 폴란드                        | 폴란드 문학                                  | ©Poland                                                |
| 2001 | 그리스                        | 그리스 문학                                  | Neue Wege nach Ithaka (New ways to Ithaka)             |
| 2002 | 리투아니아                    | 리투아니아 문학                              | Fortsetzung folgt (To be continued)                    |
| 2003 | 러시아                        | 러시아 문학                                  | Neue Seiten (New pages/perspectives)                   |
| 2004 | 아랍 세계                     | 아랍 문학                                    | -                                                      |
| 2005 | 한국                          | 한국 문학                                    | -                                                      |
| 2006 | 인도                          | 인도문학                                     | Today’s India                                          |
| 2007 | 카탈로니아 국가들             | 카탈로니아 문학                              | Singular i Universal (Singular and general)            |
| 2008 | 튀르키예                      | 터키 문학                                    | Faszinierend farbig (Fascinatingly colourful)          |
| 2009 | 중국                          | 중국 문학                                    | Tradition & Innovation                                 |
| 2010 | 아르헨티나                    | 아르헨티나 문학                              | Kultur in Bewegung (Culture in motion)                 |
| 2011 | 아이슬란드                    | 아이슬란드 문학                              | Sagenhaftes Island (Fabulous Iceland)                  |
| 2012 | 뉴질랜드                      | 뉴질랜드 문학                                | Bevor es bei euch hell wird (While you were sleeping)  |
| 2013 | 브라질                        | 브라질 문학                                  | -                                                      |
| 2014 | 핀란드                        | 핀란드 문학                                  | Finnland. Cool.                                        |
| 2015 | 인도네시아                    | multi-facted literary and cultural landscape | 17,000 Islands of Imagination                          |
| 2016 | 네덜란드                      |                                              |                                                        |